# Baitul Futuh
Baitul Futuh (in italiano: Casa delle vittorie) è un complesso religioso della comunità musulmana Ahmadiyya, situato a Morden, Londra. È una delle più grandi moschee dell'Europa occidentale. Completato nel 2003 con un costo di 15 milioni di sterline, interamente provenienti da donazioni di musulmani ahmadi, l'intero complesso può ospitare 13.000 persone. La moschea principale ha un'altezza di 23 metri dal suolo e per massimizzare la capacità l'edificio si estende su due piani di cui uno interrato. Baitul Futuh si trova nel borgo londinese di Merton, vicino alla stazione ferroviaria di Morden South, a 600 metri dalla stazione della metropolitana di Morden (Linea Northernn) e a 1,6 km dalla fermata del tram di Morden Road.
Questa moschea costituisce il complesso centrale della comunità musulmana Ahmadiyya. Si distingue per essere una base di servizio alla comunità locale da parte della Comunità islamica. Baitul Futuh è apparsa sui giornali nazionali per i suoi sforzi per l'alimentazione dei senzatetto e per la coesione della comunità nazionale/locale, segnalati sotto "Coesione comunitaria". Allo stesso modo, il design della moschea principale mira a combinare quello islamico tradizionale con la moderna architettura britannica.
Baitul Futuh ha una storia di eventi importanti. È apparsa nel documentario televisivo del 2015 Britain's Biggest Mosque di Channel 5. Allo stesso modo, la moschea ospita i sermoni settimanali del venerdì pronunciati dal capo della comunità musulmana Ahmadiyya, Mirza Masroor Ahmad, che vengono trasmessi in diretta attraverso una rete televisiva globale con la rete satellitare MTA International.

## Storia

### Inaugurazione nel 2003
Mirza Tahir Ahmad, che all'epoca era a capo della comunità musulmana mondiale Ahmadiyya, lanciò un appello per ottenere fondi per la costruzione dell'edificio il 24 febbraio 1995. Il terreno, precedentemente occupato da un deposito di Express Dairies, venne acquistato il 29 marzo 1996. I progetti vennero realizzati dallo studio di architettura di Oxford, Sutton Griffin. La prima pietra fu posta da Mirza Tahir Ahmad il 19 ottobre 1999 in una cerimonia alla quale parteciparono 2.000 ospiti. Il complesso venne inaugurato dall'attuale capo della Comunità mondiale, Mirza Masroor Ahmad, il 3 ottobre 2003. Alla cerimonia di apertura presenziarono oltre 600 ospiti; tra i presenti c'erano diverse personalità, membri del Parlamento europeo, membri del Parlamento britannico, sindaci dei distretti londinesi, consiglieri, docenti universitari e rappresentanti di 17 nazioni.

### Incendio del 2015
Il 26 settembre 2015 scoppiò un grave incendio nella zona amministrativa del complesso, adiacente alla moschea principale. I vigili del fuoco vennero chiamati alle 12:20 e l'incendio venne presto dichiarato "incidente grave". Fu necessario l'intervento di 10 autopompe, una piattaforma aerea e 80 vigili del fuoco. L'incendio venne posto sotto controllo alle 17:32, più di 5 ore dopo la segnalazione iniziale, e spento definitivamente dopo 30 ore di lavoro.
Alla fine della giornata, non fu fatta alcuna ipotesi di un attacco deliberato. Il giorno successivo vennero arrestati due adolescenti con l'accusa di incendio doloso. Tuttavia, il maggiore dei due venne presto rilasciato.
La maggior parte dei danni all'edificio si verificò nella parte anteriore del complesso, all'interno del blocco amministrativo (che consisteva in spazi per uffici e sale per funzioni). L'area di preghiera maschile e femminile non venne colpita. Secondo le notizie, il 50% del piano terra, così come il primo piano e il tetto furono attaccati dalle fiamme. Il sito venne evacuato dal personale e un uomo fu ricoverato in ospedale dopo aver perso i sensi per inalazione di fumo. I vigili del fuoco di Londra in seguito dichiararono che "la moschea è rimasta fortunatamente indenne". Nel 2017, ingenti danni strutturali hanno portato a complessi lavori di demolizione (adiacenti allo studio televisivo, alla grande strada statale e alla moschea principale) durati diversi mesi.
L'incendio creò un enorme pennacchio di fumo, visibile per diversi chilometri nel sud-ovest di Londra, e causò una diffusa congestione del traffico, interruzioni degli autobus e sospensioni ferroviarie. La A24 London Road, un'importante A-road di Londra, venne chiusa per ore a causa della sua vicinanza a Baitul Futuh.

## Coesione comunitaria
La Moschea di Morden è nota per i suoi sforzi al servizio della comunità più ampia. Baitul Futuh è apparsa nelle notizie nazionali per il suo lavoro di pace e gli sforzi di coesione della comunità. Il design di Baitul Futuh mira anche a combinare la moderna architettura britannica con quella tradizionale islamica.
Presso la moschea Baitul Futuh si svolgono diversi eventi per servire la comunità più ampia. Il complesso ospita gite scolastiche, esami universitari, eventi della comunità locale, conferenze multi-religiose e l'annuale National Peace Symposium. Oltre alle regolari preghiere della congregazione, i suoi servizi includono l'alimentazione settimanale dei senzatetto in tutta Londra, eventi di volontariato, eventi della comunità locale e la "Merton Youth Partnership Annual Conference" nonché la sede del programma BBC Radio 4 Any Questions?. La moschea riceve oltre 10.000 visitatori all'anno costituiti da alunni delle scuole, partecipanti ad eventi aperti, gruppi religiosi, organizzazioni di servizio pubblico, enti di beneficenza, governo locale e centrale.
Il National Peace Symposium 2010 ha scelto la Moschea per la consegna del primo Premio Ahmadiyya Muslim Peace a Lord Eric Avebury. Il premio gli è stato assegnato per il suo contributo duraturo ai diritti umani globali. Il Premio per la Pace viene assegnato ogni anno "in riconoscimento del contributo di un individuo o di un'organizzazione per il progresso della causa della pace". Da allora il Premio per la pace dei musulmani Ahmadiyya è stato assegnato ogni anno al Simposium per la pace ospitato presso la moschea Baitul Futuh.
La moschea Baitul Futuh ha agito da centro per la "Campagna di fedeltà, libertà e pace" nel Regno Unito, che ha cercato di sfidare gli stereotipi della fede, rimuovere idee sbagliate, avviare conversazioni e migliorare l'integrazione di musulmani e non-musulmani.
Nel 2018, Baitul Futuh è stata una delle moschee Ahmadi del Regno Unito ad ospitare "The Big Iftar", un raduno per rompere il digiuno durante il mese sacro del Ramadan. I musulmani ahmadi sono stati incoraggiati a invitare i loro vicini, oltre all'invito aperto sui social media. I londinesi di tutta la capitale hanno visitato il sito e si sono seduti insieme per un pasto serale. Il Big Iftar è attivo dal 2013.
Baitul Futuh fa anche parte dell'Open House London, un evento annuale che si svolge a settembre con "ingresso gratuito ai migliori edifici di Londra".

## Progettazione architettonica

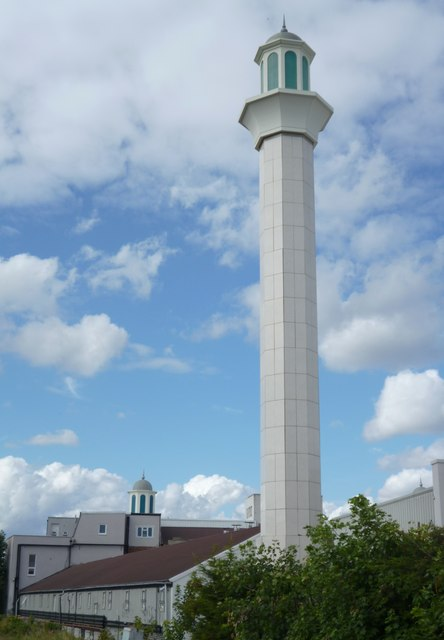
IL minareto della moschea

Il complesso Baitul Futuh comprende la moschea e un blocco amministrativo. Una caratteristica distintiva del design della moschea è la "cupola d'argento scintillante", di 18 metri di diametro, realizzata in acciaio inossidabile (come recensito da Exploring Surrey's Past). L'interno di questa cupola è rivestito con calligrafia araba d'argento, tratta dal Corano, dipinta a mano. Le due sale di preghiera, superiore (fuori terra) e inferiore (sottoterra) della moschea, si estendono su spazi di 28 x 36 metri. Le pareti esterne sono rivestite con piastrelle di marmo lucido. Enormi pannelli di vetro costituiscono l'ingresso alla moschea.
La moschea venne progettata da zero; le sale multifunzionali adiacenti vennero ristrutturate da un edificio caseario abbandonato. Il camino del sito originale venne convertito nel minareto, alto 35 metri, visibile nella foto a destra.
Lo studio di architettura di Oxford, Sutton Griffin, progettò il complesso e Carter Jonas la moschea in collaborazione con l'Ahmadiyya Muslim Association. Il progetto mirava a combinare la moderna architettura britannica con quella tradizionale islamica e il design ecologico dell'edificio ha vinto il prestigioso Green Award. I rinomati architetti John McAslan + Partners, noti per la stazione di King's Cross e The Roundhouse a Londra, vennero scelti per progettare un grande blocco amministrativo nella posizione di quello precedente che era stato danneggiato da un grave incendio nel 2015.
Baitul Futuh è stata votata come uno dei "50 migliori edifici al mondo" dalla rivista The Spectator. La moschea è stata anche inserita nella lista dei "50 migliori edifici religiosi moderni" pubblicata dal quotidiano The Independent.
La moschea Baitul Futuh a Morden fa parte dell'evento architettonico Open House London, un evento annuale a settembre che riconosce il design degli edifici.

## Galleria d'immagini

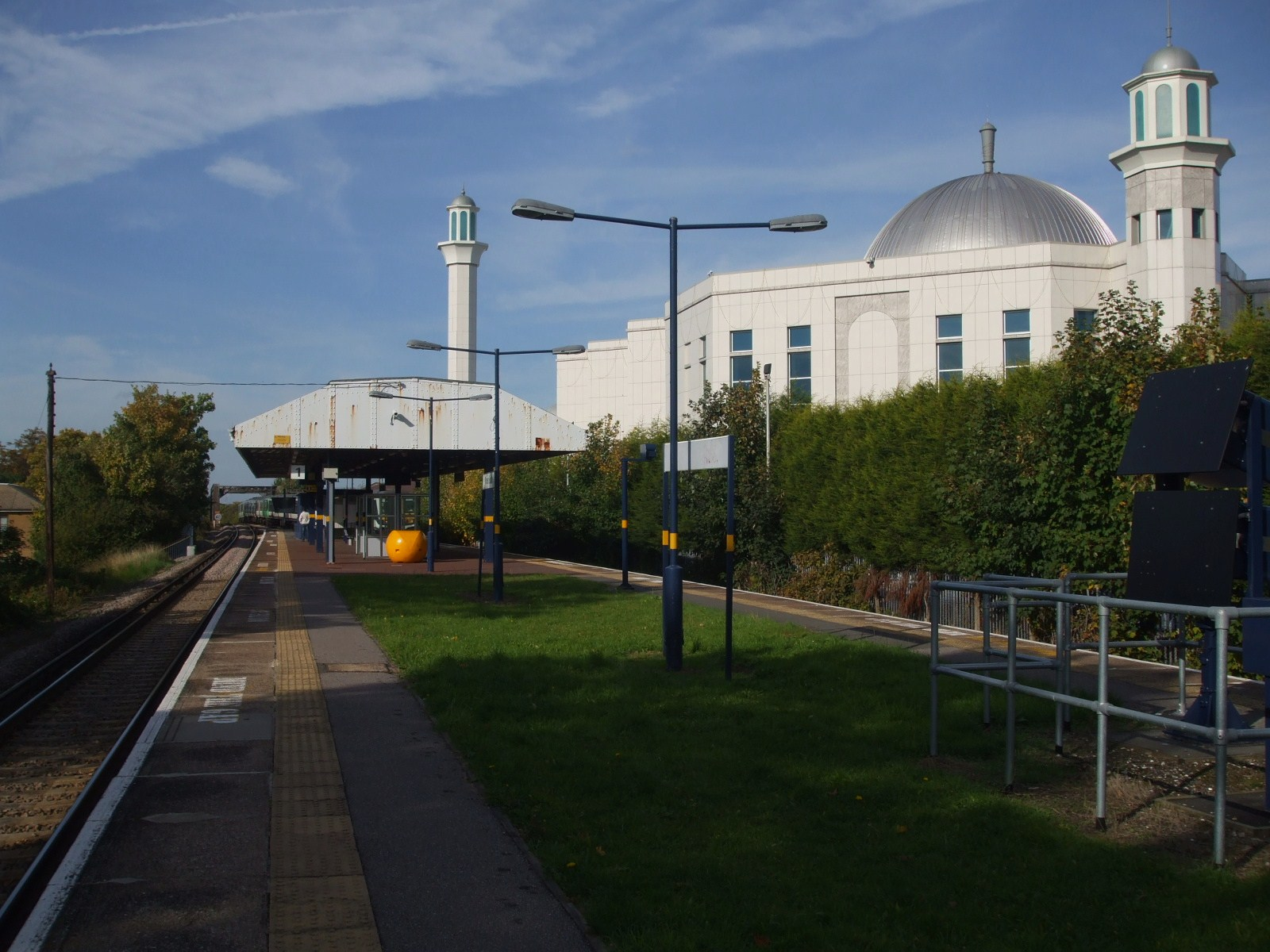
Vista della Moschea Morden dalla stazione ferroviaria di Morden South
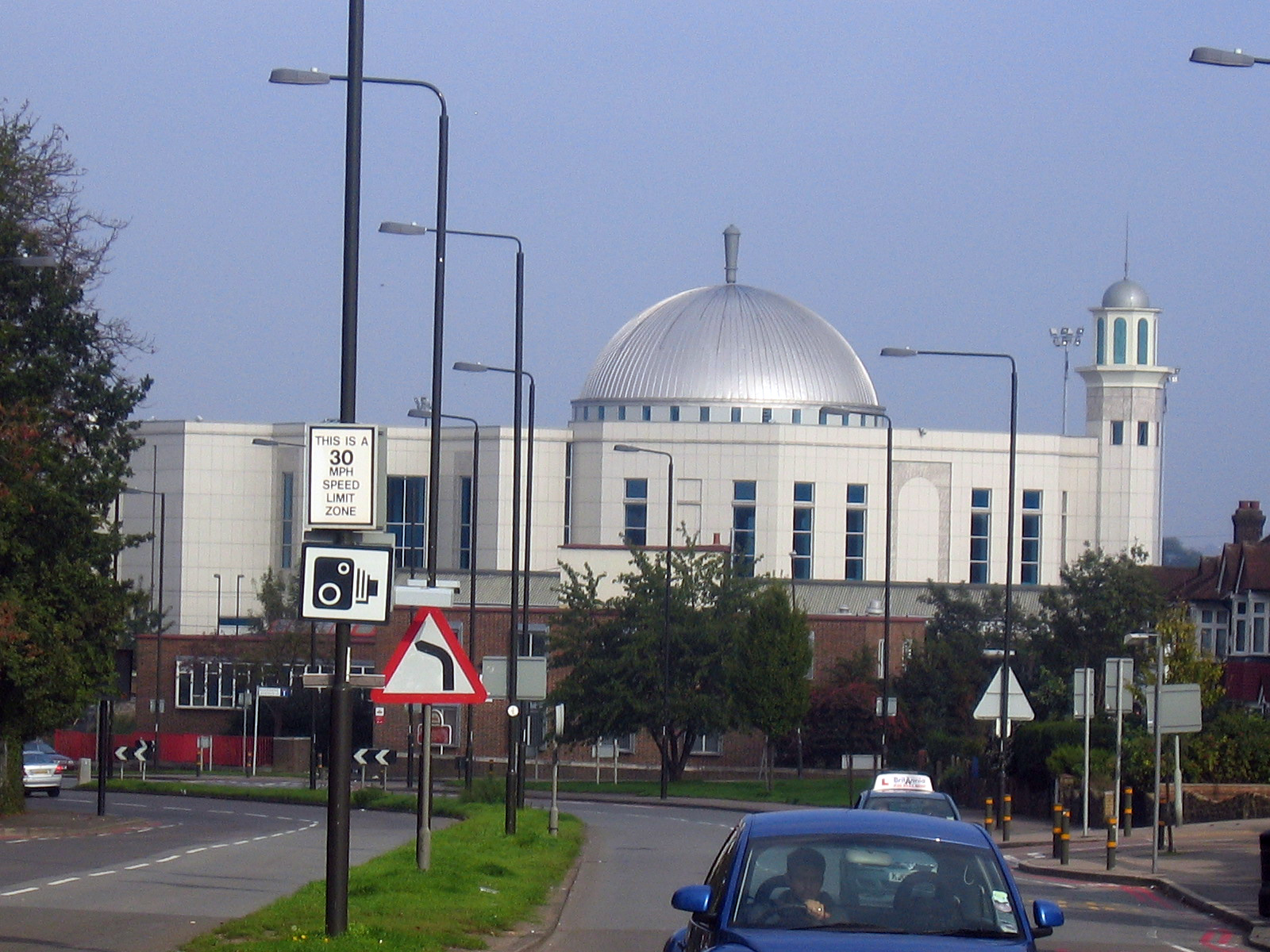
Il lato della moschea visto dalla A24 London Road.
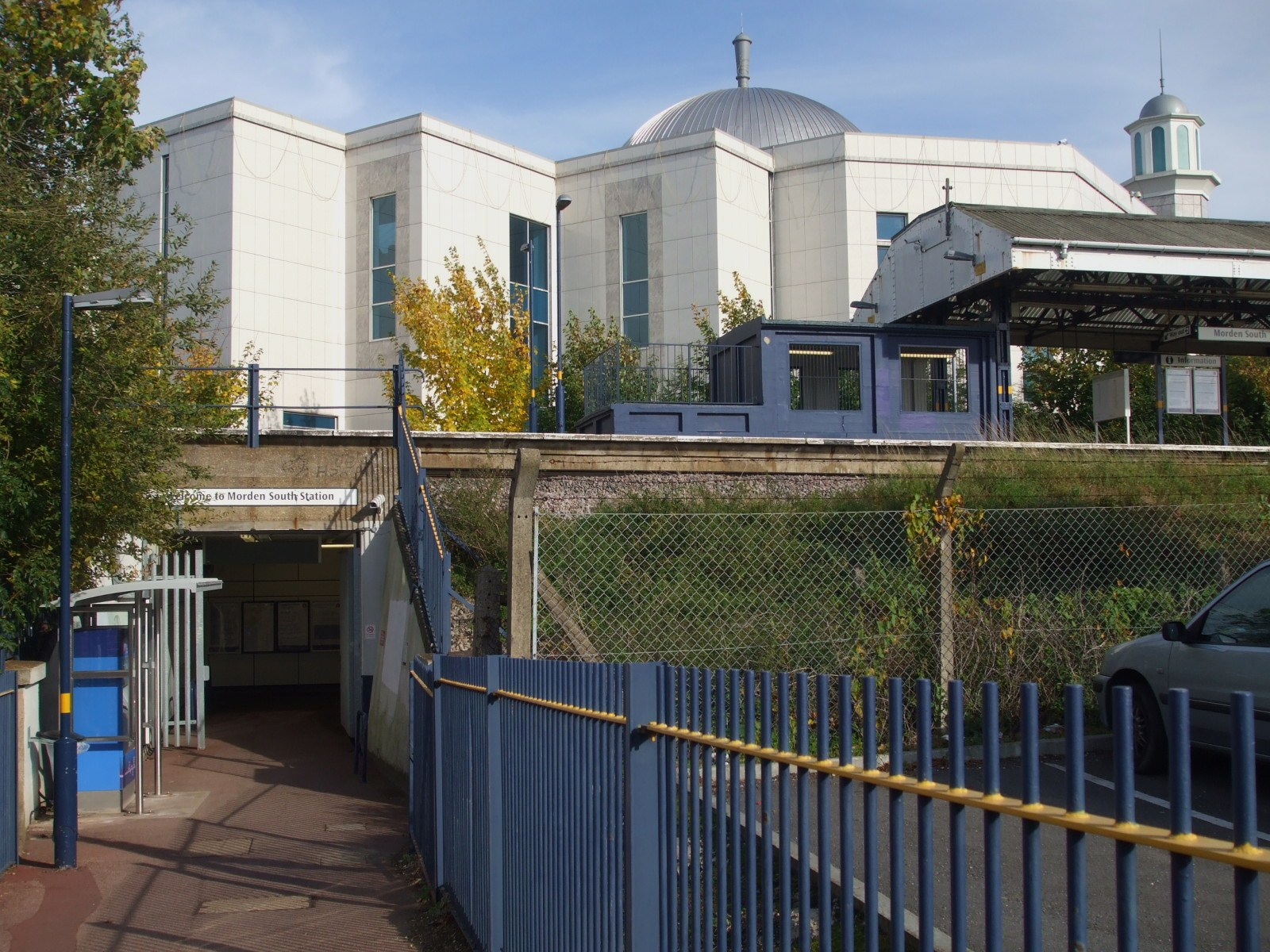
Vista della moschea principale dall'ingresso della stazione ferroviaria di Morden South
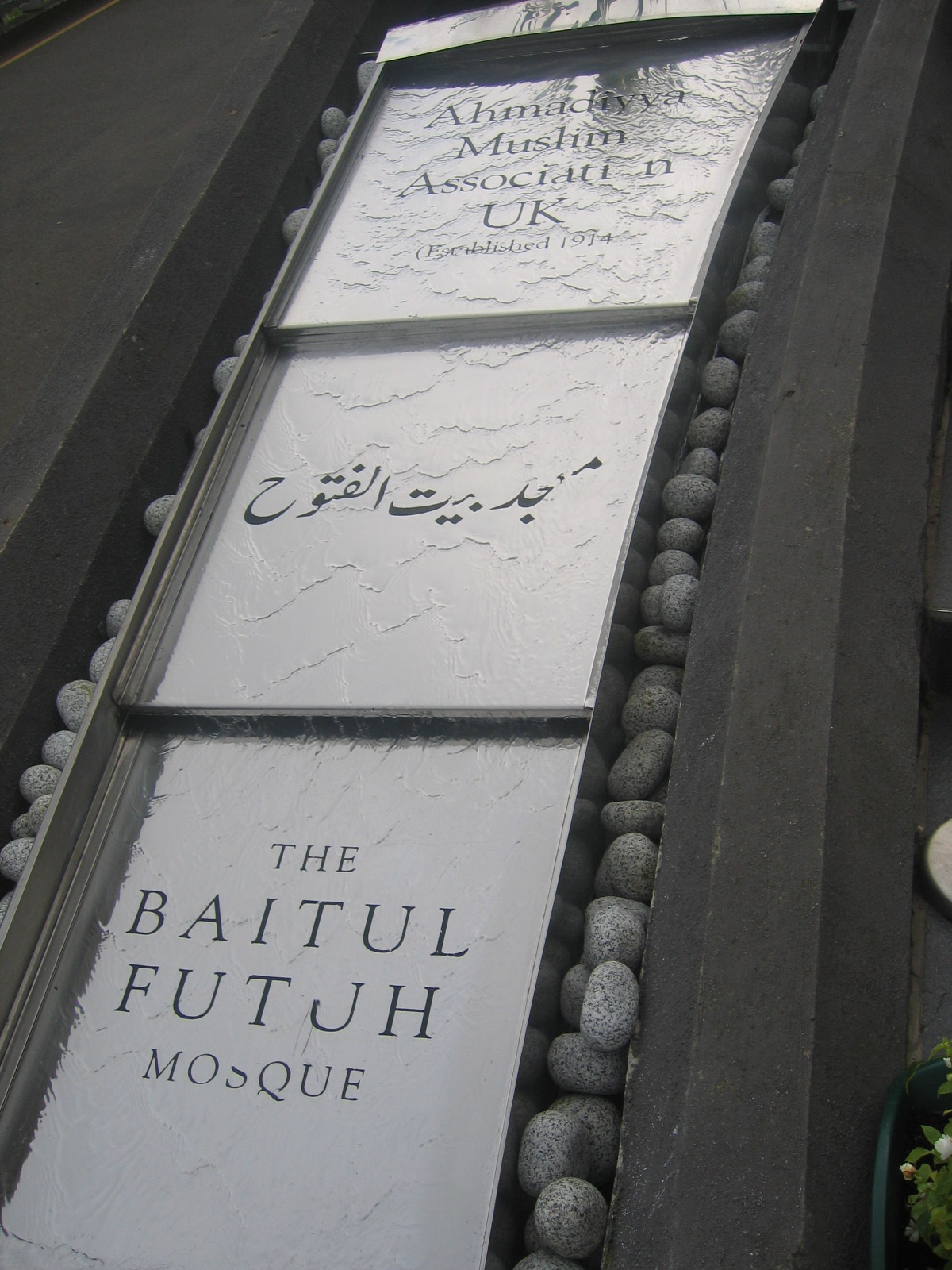
Fontana all'ingresso della moschea principale.
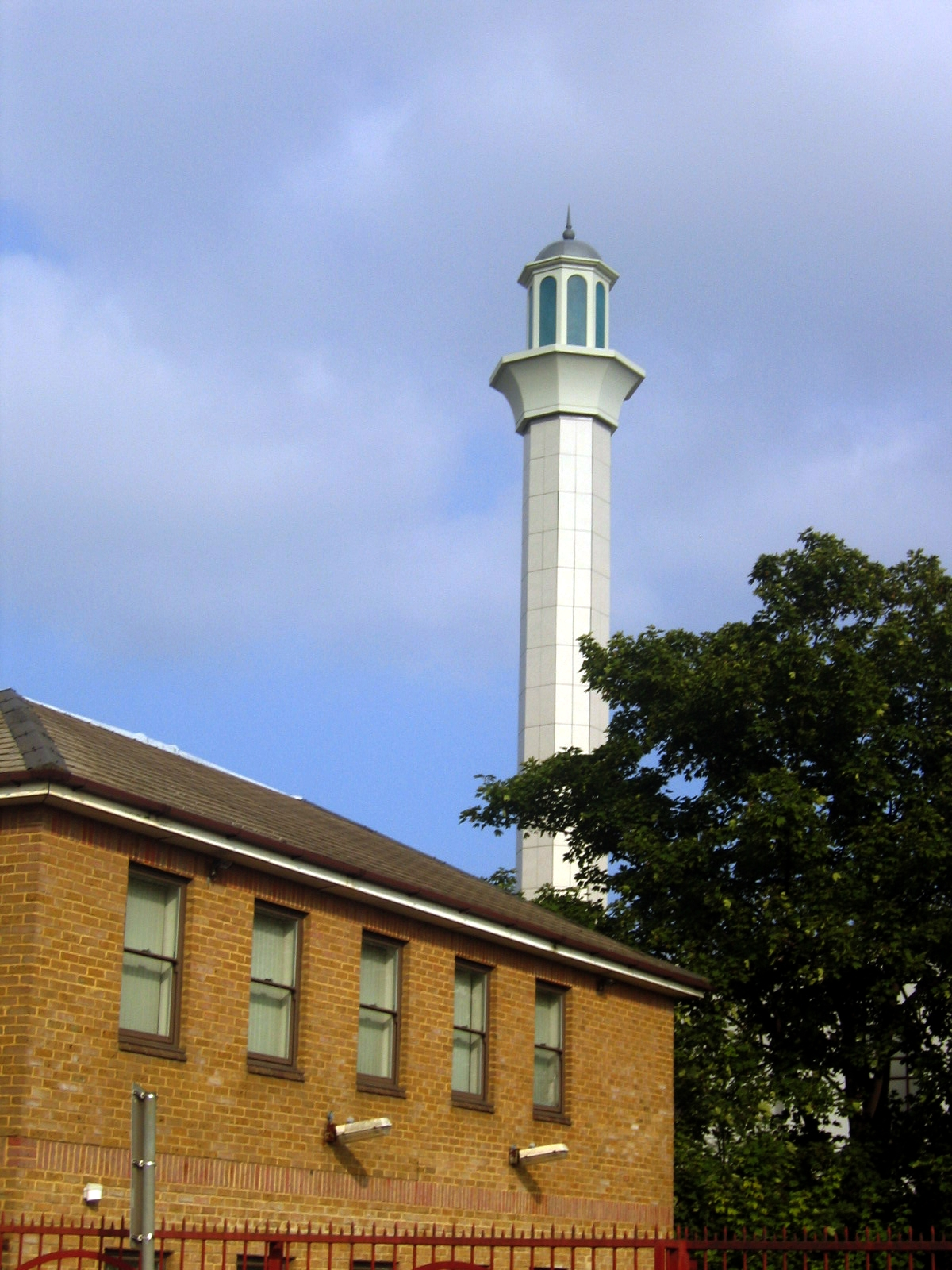
Vista del minareto della moschea dalla A24 London Road
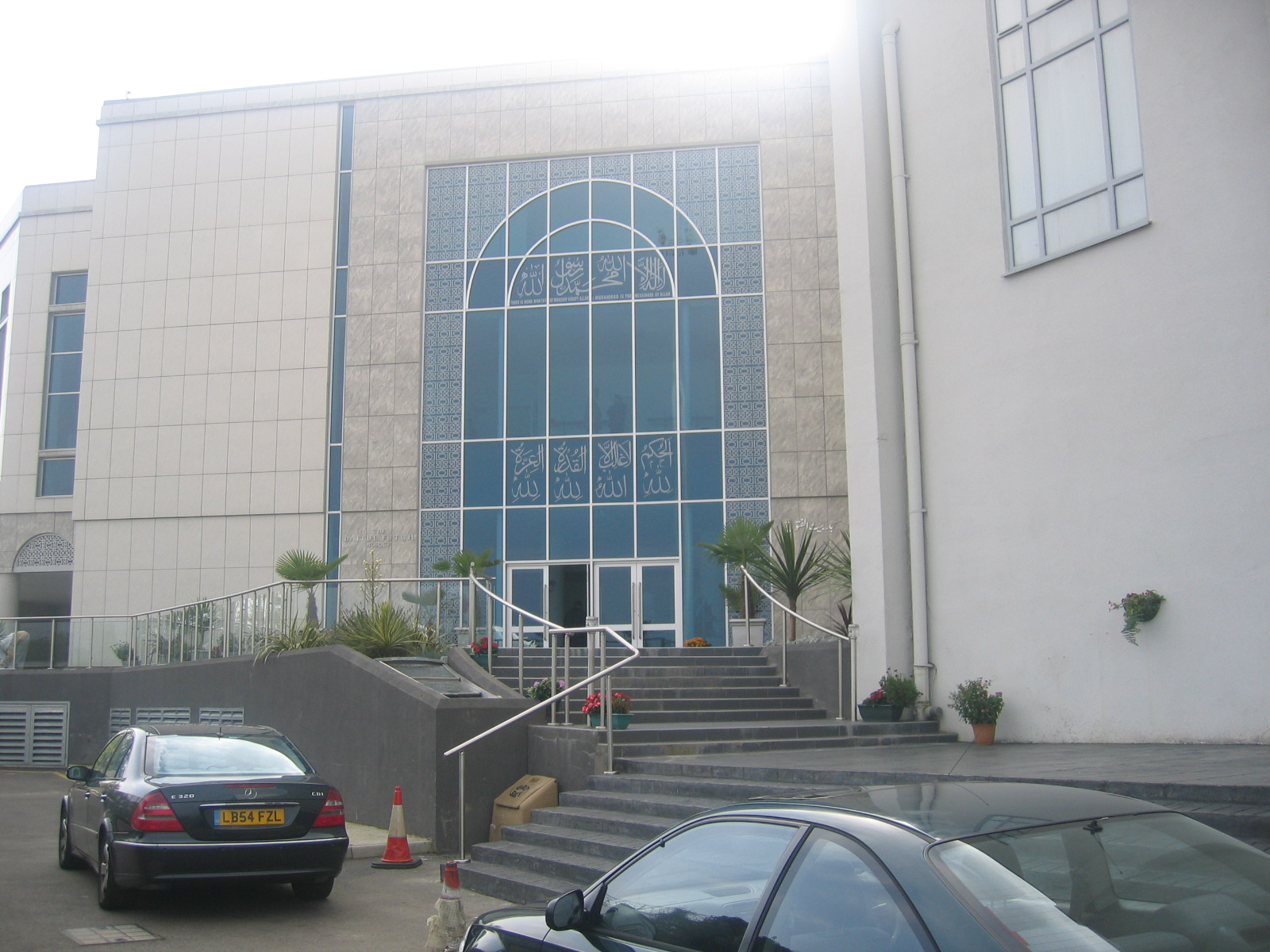
Ingresso alla moschea principale con vista sull'ingresso in vetro.
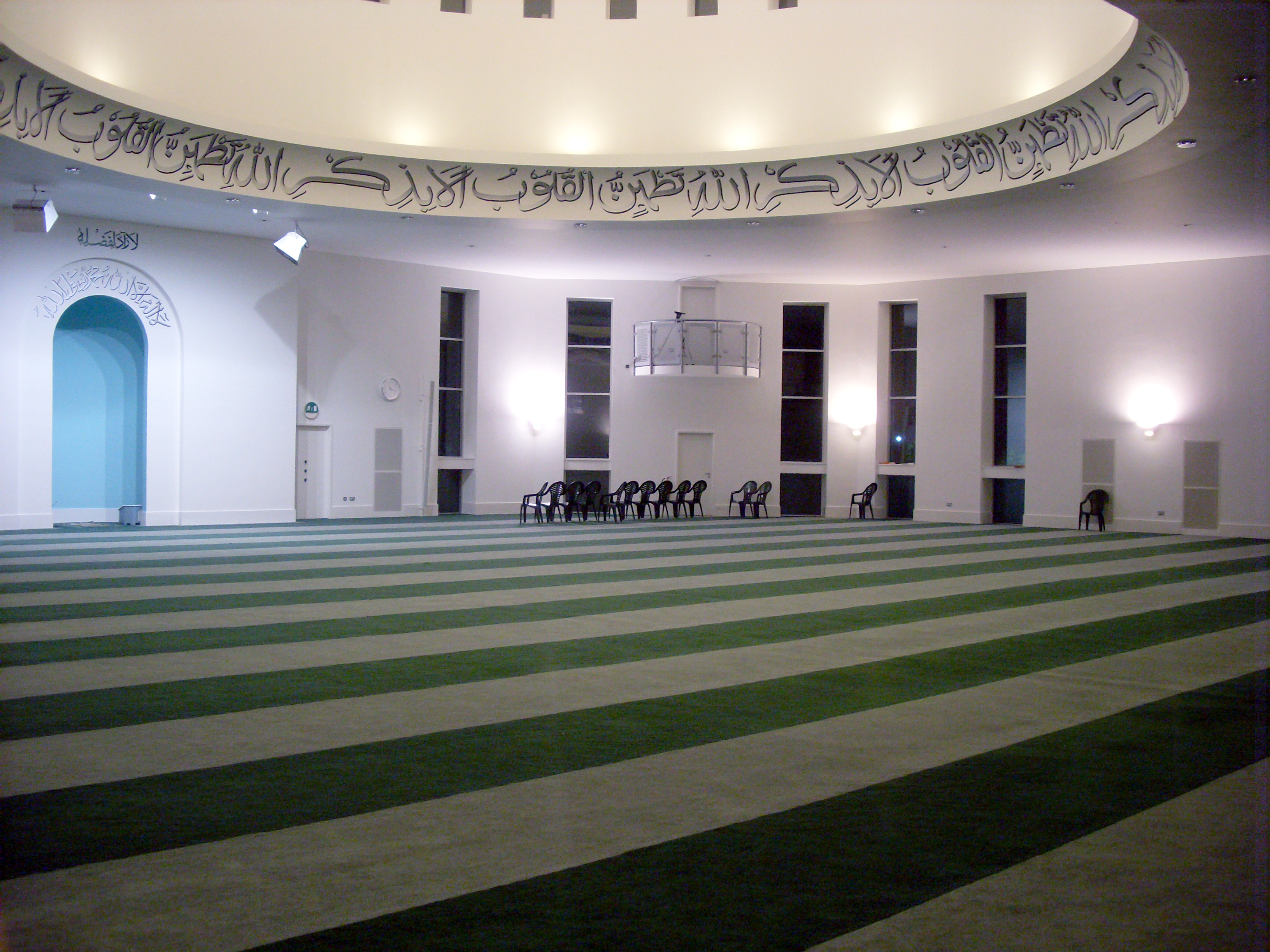
Vista della sala di preghiera maschile e della cupola dall'interno della moschea principale.